# Mihailo Apostolski
Mihailo Apostolski (em macedônio/macedónio:  Михаило Апостолски; em búlgaro:  Михаил Митев Апостолов;  em sérvio:  Михаило Митић, transl. Mihailo Mitić;  8 de novembro de 1906 – 7 de agosto de 1987) foi um general, partisan, teórico militar, político, acadêmico e historiador macedônio. Foi comandante do Estado-Maior do Exército de Libertação Nacional e dos Destacamentos Partisans da Macedônia,    coronel-general do Exército Popular Iugoslavo, e foi declarado Herói do Povo da Iugoslávia.

## Biografia
Apostolski nasceu Mihail Mitev Apostolov  em Novo Selo, no Vilaiete de Kosovo do Império Otomano (atual Macedônia do Norte), em uma família exarquista búlgara, filho de Mite Apostolov e Vasa Apostolova.   Ele frequentou a escola primária e secundária em Štip. Em 1927, ele se formou na Academia Militar de Belgrado, capital do Reino da Iugoslávia. Em 1933, ele se formou na Alta Academia Militar e, em 1938, se formou na Academia de Comando como major.

### Segunda Guerra Mundial
Durante a invasão da Iugoslávia em abril de 1941, ele foi comandante das unidades alpinas do Exército Real Iugoslavo em Liubliana.  Segundo outro relato, ele era um oficial do estado-maior responsável pelo transporte ferroviário.  Naquela época ele estava em Belgrado.  Após a capitulação da Iugoslávia e a subsequente ocupação da Macedônia do Vardar, Apostolski retornou a Liubliana, onde foi capturado pelo exército italiano e levado para o campo de Vestone. Pouco depois, seu pai, um veterano do exército búlgaro da Primeira Guerra Mundial, fez uma petição ao Ministro da Guerra búlgaro para ajudar a libertar Apostolski. 
Após ser libertado da prisão, Apostolski recebeu um certificado de que era um "búlgaro confiável".   Mais tarde, ele apresentou um pedido de nomeação para o exército búlgaro.  Foi-lhe oferecido o posto de capitão, mas ele recusou.   Mais tarde, o general Konstantin Lukash intercedeu por ele, procurando emprego no sistema ferroviário búlgaro, mas sem sucesso.  Depois, Apostolski ingressou na Universidade de Sófia, onde realizou trabalhos clandestinos.  Em abril de 1942, tornou-se membro do Partido Comunista da Iugoslávia e, em junho do mesmo ano, foi nomeado comandante do Estado-Maior do Exército de Libertação Nacional e dos Destacamentos Partisans da Macedônia. Em maio de 1943, ele foi promovido a Major-General. Durante a Segunda Sessão do Conselho Antifascista para a Libertação Nacional da Iugoslávia (AVNOJ), ele se tornou membro da Presidência do AVNOJ. Além das brigadas macedônias que operavam sob seu comando, em fevereiro de 1944, ele comandou as brigadas do Kosovo e do sul da Sérvia. Tornou-se membro do comitê de Iniciativa para a organização da Assembleia Antifascista de Libertação Nacional da Macedônia (ASNOM). Participou da Primeira Sessão da ASNOM e foi eleito para a sua presidência. 

### Pós-guerra

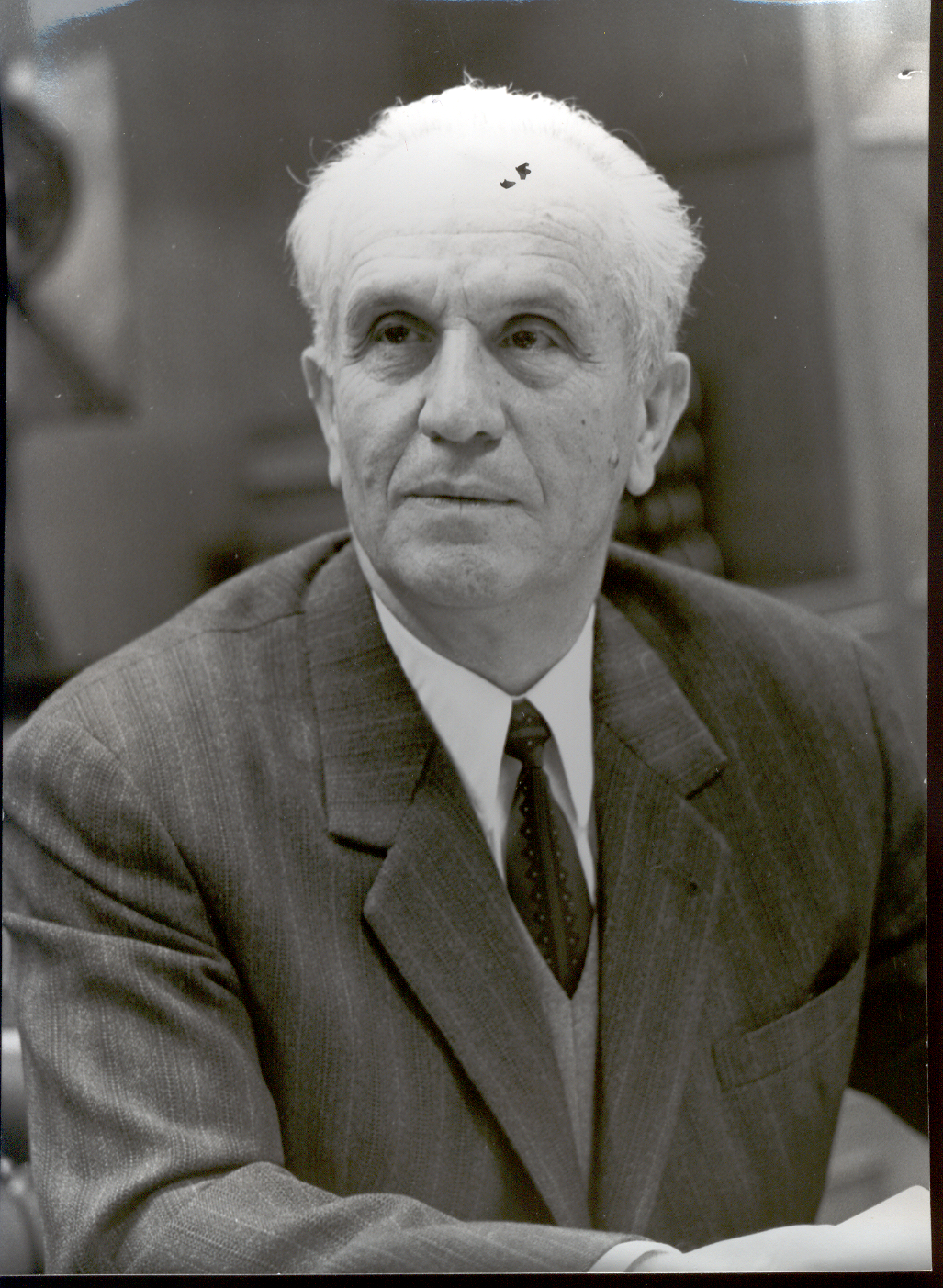
Apostolski em 1976

Após a Segunda Guerra Mundial, Apostolski se tornou um dos líderes militares da nova República Socialista Federativa da Iugoslávia (RFSI). Após o fim do serviço militar ativo, ele começou a lidar intensivamente com a história da nação macedônia. De 1965 a 1970, foi chefe do Instituto de História Nacional em Skopje, República Socialista da Macedônia. Ele foi acusado de falsificar sistematicamente a história e de usar discurso de ódio contra a Bulgária e o povo búlgaro.  Nessa ocasião, Apostolski tornou-se famoso entre os historiadores búlgaros com a sua frase: "Não tenho provas, mas reivindico-as".  Ele esteve ativamente envolvido na formação da Academia Macedônia de Ciências e Artes, da qual foi membro desde sua criação. Ele também foi seu presidente de 1976 a 1983.  Ele também foi membro de:
- Academia Sérvia de Ciências
- Academia Iugoslava de Ciências e Artes (agora: Academia Croata de Ciências e Artes),
- Academia de Ciências e Artes da Bósnia e Herzegovina
- Academia de Ciências e Artes do Kosovo.

Ele morreu em 7 de agosto de 1987, em Dojran, Iugoslávia.  

## Legado
Em 1995, a Academia Militar da República da Macedônia foi nomeada "General Mihailo Apostolski".
Seu local de nascimento, a Casa de Mihajlo Apostolski, é reconhecido como um objeto protegido do Patrimônio Cultural da Macedônia do Norte. 